# Antero José Ferreira de Brito
Pour les articles homonymes, voir Brito.
Antero José Ferreira de Brito, baron de Tramandaí, né le 11 janvier 1787 à Porto Alegre et mort le 5 février 1856 à Rio de Janeiro, est un militaire et homme politique brésilien.

## Biographie
Fils du docteur Antero Ferreira de Brito et de Bernardina de Azevedo Lima, il appartient à la famille fondatrice de la ville de Três Pontas. Il épouse à Recife en 1826 sa cousine Cândida Ferreira de Brito. Il est le demi-frère aîné du futur commandeur Israel Soares de Paiva.
Il devient soldat le 22 novembre 1808 et participe à la première campagne du Cisplatine (1811-1812) à la tête d'une batterie d' artillerie sous les ordres du lieutenant général Manuel Marques de Sousa (pt). En 1818, il est chargé de la garde à Castilhos lorsqu'il surprend la fuite des chefs gauchos La Torre et Pancho et les capture. Il termine la guerre comme sergent-major et est nommé commandeur de l'Ordre impérial de Saint-Benoît d'Avis.
A Porto Alegre, il mène une tentative de prise de pouvoir, le 16 octobre 1821, qui a le soutien de l'armée, du vicaire général et de la chambre. Cependant, il est dénoncé au gouverneur, João Oliveira e Daun, duc de Saldanha, est arrêté et envoyé au tribunal pour y être jugé. Finalement relâché, il est envoyé à Montevideo où il reste de mars au 18 septembre 1822. Il est fait chevalier puis officier de l'Ordre impérial de la Croix du Sud.
En 1823, colonel, il prend part à la guerre d'indépendance à Bahia à bord du Pedro I et combat la flotte portugaise. Il entre plus tard à Salvador avec les troupes brésiliennes victorieuses, le 2 juillet 1823.
Il se rend à Pernambouc l'année suivante avec les troupes de Francisco de Lima e Silva et lutte contre la Confédération de l'Équateur. Après avoir été commandant d'armes à Bahia, Pernambouc et Rio de Janeiro, brigadier, il est nommé en 1832 ministre de la guerre.
Il prend la présidence des provinces du Rio Grande do Sul le 5 janvier 1837, lors de la Guerre des Farrapos, en remplacement de José de Araújo Ribeiro, vicomte du Rio Grande, ami et parent de Bento Manuel Ribeiro. Ce remplacement oblige Bento Manuel Ribeiro à démissionner de son poste de commandant des armées. En apprenant cela, il est envoyé pour le capturer, mais il est surpris et arrêté le 24 mars 1837. Bento Manuel Ribeiro rejoint les Farrapos et Antero est retenu prisonnier jusqu'au 5 janvier 1838, date à laquelle il est échangé contre Francisco Xavier do Amaral. Il avait déjà été remplacé au gouvernement provincial le 1er avril 1837.
Président de la province de Santa Catarina du 26 juin 1840 au 26 décembre 1848, date à laquelle le vice-président Severo Amorim do Vale prend ses fonctions et préside la province jusqu'au 6 mars 1849, il soutient en 1841 le projet de Falanstério do Saí de Benoît Jules Mure.
Brigadier et ministre de la Guerre, il est promu lieutenant-général le 3 mars 1852 et est nommé conseiller de guerre le 3 juillet de la même année.
Il reçoit le titre de noblesse de baron de Tramandaí par lettre impériale datée du 14 mars 1855 ainsi que la Grand-Croix de l'Ordre de São Bento de Avis et est également grand dignitaire de l'Ordre impérial de la Rose.
Il est mort au poste de commandant des armes à la Cour et a laissé quatre enfants.